# Micro-organisme sulfato-réducteur

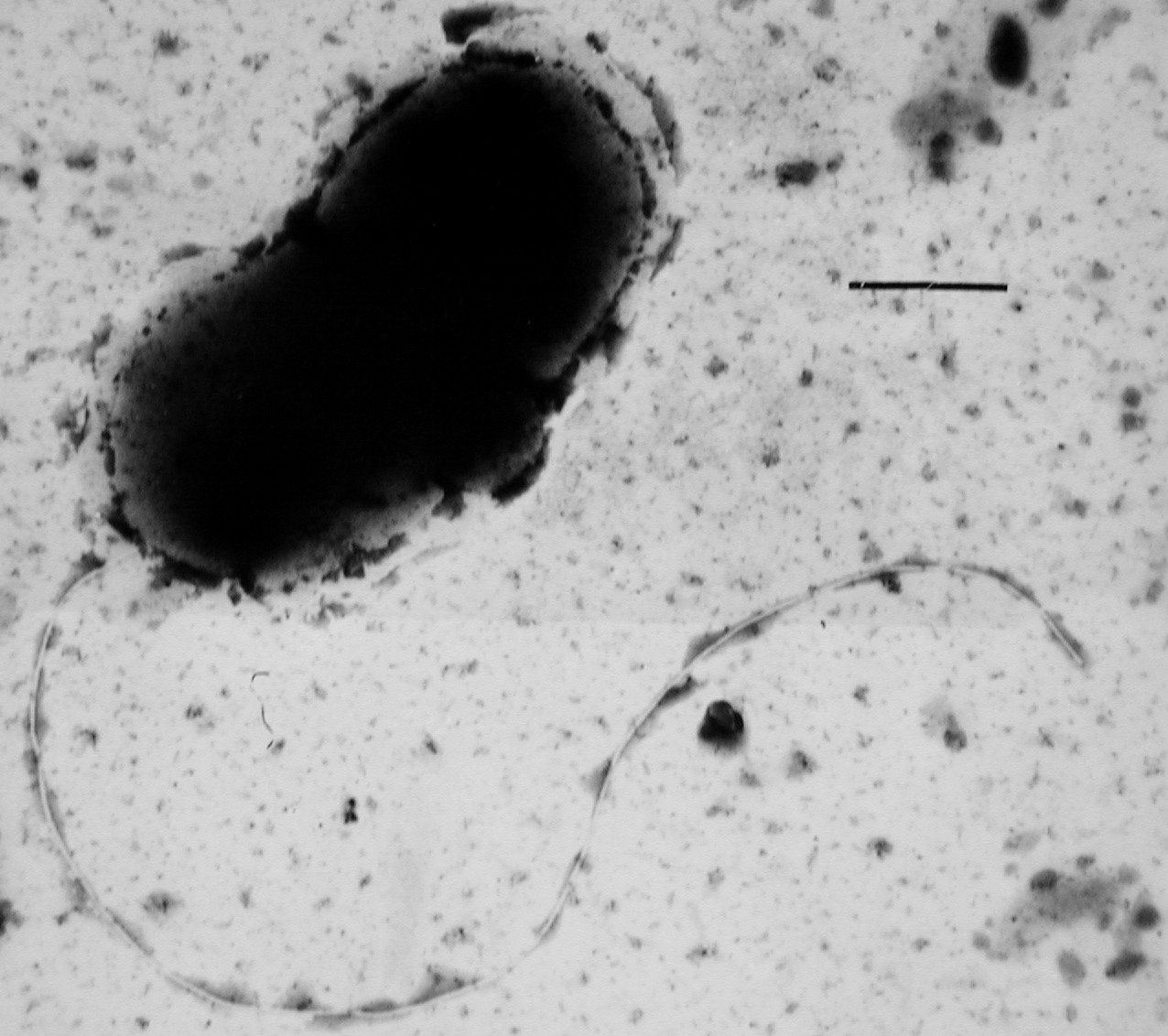
Desulfovibrio vulgaris est l'espèce de micro-organisme sulfato-réductrice la plus étudiée ; la barre d'échelle en haut à droite représente 0,5 µm de longueur.

Les micro-organismes sulfato-réducteurs (MSR) ou réducteurs de sulfate, encore appelés procaryotes sulfato-réducteurs (PSR) sont un groupe de microorganismes comprenant les bactéries sulfato-réductrices (BSR) et les archées sulfato-réducteurs (ASR). Ces deux sous-groupes peuvent effectuer leur respiration anaérobie en utilisant le sulfate (SO42−) comme accepteur d'électron final, en le réduisant en sulfure d'hydrogène (H2S),. Par conséquent, ces micro-organismes sulfidogènes "respirent" du sulfate plutôt que de l'oxygène moléculaire (O2), qui est l'accepteur d'électrons final réduit en eau (H2O) dans la respiration aérobie.
La plupart des micro-organismes réducteurs de sulfate peuvent également réduire certains autres composés inorganiques oxydés du soufre, tels que le sulfite (SO32−), le dithionite (S2O42−), le thiosulfate (S2O32−), le trithionate (S3O62−), le tétrathionate (S4O62−), le soufre élémentaire (S8) et les polysulfures (Sn2−). Selon le contexte, l'appellation "micro-organismes réducteurs de sulfate" peut être utilisée dans un sens plus large (incluant toutes les espèces qui peuvent réduire l'un de ces composés sulfurés) ou dans un sens plus étroit (incluant uniquement les espèces qui réduisent le sulfate, et excluant les réducteurs stricts de thiosulfate et de soufre, par exemple).
Les micro-organismes réducteurs de sulfate existent depuis 3,5 milliards d'années et sont considérés comme l'une des plus anciennes formes de micro-organismes, contribuant au cycle du soufre depuis peu après l'apparition de la vie sur Terre.
De nombreux organismes réduisent de petites quantités de sulfates afin de synthétiser des composants cellulaires contenant du soufre dont ils ont besoin : c'est ce qu'on appelle la réduction des sulfates assimilables. En revanche, les micro-organismes réducteurs de sulfate considérés ici réduisent le sulfate en grandes quantités pour obtenir de l'énergie et expulser le sulfure résultant sous forme de déchet : c'est ce qu'on appelle la réduction dissimilatoire du sulfate. Ils utilisent le sulfate comme accepteur terminal d'électrons dans leur chaîne de transport d'électrons. La plupart d'entre eux sont anaérobies ; cependant, il existe des exemples de micro-organismes réducteurs de sulfate qui tolèrent l'oxygène, et certains d'entre eux peuvent même pratiquer la respiration aérobie. On n'observe en revanche aucune croissance lorsque l'oxygène est utilisé comme seul accepteur d'électrons. En outre, il existe des micro-organismes réducteurs de sulfate qui peuvent également réduire d'autres accepteurs d'électrons, tels que le fumarate, le nitrate (NO3−), le nitrite (NO2−), le fer ferrique (Fe3+) et le diméthylsulfoxyde (DMS),.
En termes de donneur d'électrons, ce groupe comprend à la fois des organotrophes et des lithotrophes. Les organotrophes oxydent les composés organiques, tels que les hydrates de carbone, les acides organiques (formate, lactate, acétate, propionate et butyrate par exemple), les alcools (méthanol et éthanol), les hydrocarbures aliphatiques (dont le méthane) et les hydrocarbures aromatiques (benzène, toluène, éthylbenzène et xylène). Les lithotrophes oxydent l'hydrogène moléculaire (H2), pour lequel ils entrent en compétition avec les méthanogènes et les acétogènes dans des conditions anaérobies. Certains micro-organismes réducteurs de sulfate peuvent utiliser directement le fer métallique (Fe) comme donneur d'électrons, l'oxydant en fer ferreux (Fe2+).

## Importance écologique et biomarqueurs
Le sulfate est largement présent dans l'eau de mer, les sédiments ou les eaux riches en matières organiques en décomposition. On le trouve également dans des environnements plus extrêmes tels que les cheminées hydrothermales, les sites de drainage des mines d'acide, les champs pétrolifères et le sous-sol profond, y compris dans la plus ancienne nappe phréatique isolée du monde,. Les micro-organismes réducteurs de sulfate sont courants dans les environnements anaérobies où ils contribuent à la dégradation des matières organiques. Dans ces environnements anaérobies, les bactéries fermentrices extraient l'énergie des grosses molécules organiques ; les petits composés qui en résultent, tels que les acides organiques et les alcools, sont ensuite oxydés par les acétogènes et les méthanogènes et par les micro-organismes réducteurs de sulfate concurrents.
Le sulfure d'hydrogène, toxique, est un déchet provenant des micro-organismes sulfato-réducteurs ; son odeur d'œuf pourri est souvent un marqueur de la présence de micro-organismes sulfato-réducteurs dans la nature. Les micro-organismes sulfato-réducteurs sont responsables des odeurs sulfureuses des marais salants et des vasières. Une grande partie du sulfure d'hydrogène réagit avec les ions métalliques présents dans l'eau pour produire des sulfures métalliques. Ces sulfures métalliques, tels que le sulfure ferreux (FeS), sont insolubles et souvent noirs ou bruns, ce qui donne aux boues une couleur foncée.
Lors de l'extinction du Permien-Trias (il y a 250 millions d'années), un grave épisode anoxique semble s'être produit, au cours duquel ces formes de bactéries sont devenues la force dominante des écosystèmes océaniques, produisant de grandes quantités de sulfure d'hydrogène.
Les bactéries réductrices de sulfate génèrent également du méthylmercure neurotoxique comme sous-produit de leur métabolisme, par méthylation du mercure inorganique présent dans leur environnement. Elles sont connues pour être la source dominante de cette forme bioaccumulative de mercure dans les systèmes aquatiques.

## Utilisations
Certains micro-organismes réducteurs de sulfate peuvent réduire les hydrocarbures, et cette aptitude a mené à les utiliser pour dépolluer des sols contaminés. Leur utilisation a également été proposée pour d'autres types de contaminations.
Les micro-organismes sulfato-réducteurs sont considérés comme un moyen possible de traiter les eaux de mine acides produites par d'autres microorganismes.

## Problèmes causés par les micro-organismes sulfato-réducteurs

Corrosion dans des conditions anaérobies provoquées par des bactéries du genre Desulfovibrio

En ingénierie, les micro-organismes réducteurs de sulfate peuvent créer des problèmes lorsque des structures métalliques sont exposées à de l'eau contenant du sulfate. En effet, l'interaction entre l'eau et le métal crée une couche d'hydrogène moléculaire sur la surface du métal ; les micro-organismes réducteurs de sulfate oxydent alors l'hydrogène tout en produisant du sulfure d'hydrogène, ce qui contribue à la corrosion. Cette biocorrosion s'observe également sur les palplanches et les réservoirs d'hydrocarbures.
Le sulfure d'hydrogène provenant des micro-organismes réducteurs de sulfate joue également un rôle dans la corrosion biogénique du béton par les sulfures. Il est également présent dans le pétrole brut acide.
Certains microorganismes sulfato-réducteurs jouent un rôle dans l'oxydation anaérobie du méthane via la réaction suivante : 
CH4 + SO42− ⟶ HCO3− + HS− + H2O.
Une fraction importante du méthane formé par les méthanogènes sous les fonds marins est oxydée par des micro-organismes réducteurs de sulfate dans la zone de transition séparant la méthanogénèse de l'activité de réduction du sulfate dans les sédiments. Ce processus est également considéré comme un puits majeur de sulfate (c'est-à-dire un compartiment qui stocke du sulfate) dans les sédiments marins.
Dans la fracturation hydraulique, les fluides sont utilisés pour fracturer les formations de schiste afin de récupérer le méthane (gaz de schiste) et les hydrocarbures. Des composés biocides sont souvent ajoutés à l'eau pour inhiber l'activité des microorganismes sulfato-réducteurs, afin, entre autres, d'éviter l'oxydation anaérobie du méthane et la formation de sulfure d'hydrogène, ce qui minimise les pertes de production potentielles.

## Biochimie
Avant que le sulfate puisse être utilisé comme accepteur d'électrons, il doit être activé. Cela est fait par l'enzyme ATP-sulfurylase, qui utilise l'ATP et le sulfate pour créer l'adénosine 5'-phosphosulfate (APS). L'APS est ensuite réduite en sulfite et en AMP. Le sulfite est ensuite encore réduit en sulfure, tandis que l'AMP est transformée en ADP en utilisant une autre molécule d'ATP. Le processus global implique donc un investissement de deux molécules du vecteur énergétique ATP, qui devront être récupérées de la réduction.

Vue d'ensemble des trois étapes-clés enzymatiques de la voie de réduction dissimilatoire des sulfates. Les enzymes sat et atps représentent respectivement l'adénylyltransférase de sulfate et l'ATP sulfurylase ; apr et aps sont toutes deux utilisées pour l'adénosine-5'-phosphosulfate réductase ; dsr est la (bi)sulfite réductase dissimilatoire.

Le gène dsrAB, codant l'enzyme (bi)sulfite réductase dissimilatoire, qui catalyse la dernière étape de la réduction dissimilatoire du sulfate, est le gène fonctionnel le plus utilisé comme marqueur moléculaire pour détecter la présence de micro-organismes sulfato-réducteurs.

## Phylogénie
Les micro-organismes réducteurs de sulfate ont été traités en tant que groupe phénotypique, avec les autres bactéries réductrices de soufre, à des fins d'identification. On les trouve dans plusieurs lignées phylogénétiques différentes. En 2009, on connaissait 60 genres contenant 220 espèces de bactéries réductrices de sulfate.
Chez les Deltaprotéobactéries, les ordres de bactéries réductrices de sulfate comprennent les Desulfobacterales, les Desulfovibrionales et les Syntrophobacterales. Cela représente le plus grand groupe de bactéries réductrices de sulfate, soit environ 23 genres.
Le deuxième groupe de bactéries réductrices de sulfate le plus important se trouve parmi les Firmicutes, y compris les genres Desulfotomaculum, Desulfosporomusa et Desulfosporosinus.
Dans la division des Nitrospirae, on trouve les espèces Thermodesulfovibrio réductrices de sulfate.
Deux autres groupes comprenant des bactéries thermophiles réductrices de sulfate ont leur propre phylum, les Thermodesulfobactéries et Thermodesulfobium (qui est le seul genre connu du phylum qui porte donc le même nom).
Il existe également trois genres connus d'archées sulfato-réducteurs : Archaeoglobus, Thermocladium et Caldivirga. On les trouve dans les cheminées hydrothermales, les gisements de pétrole et les sources chaudes.
En juillet 2019, des microbiologistes ont mis en évidence à la mine Kidd au Canada des micro-organismes sulfato-réducteurs vivant dans l'eau des fractures d'une roche volcanique à 2400 m de profondeur. La source de sulfate utilisé comme accepteur terminal d'électrons par ces organismes proviendrait de l'oxydation de la pyrite par les espèces oxydantes produites par la radiolyse de l'eau (•OH, •O–OH, H2O2…),,. Cette découverte a été faite dans de l'eau qui serait une des plus anciennes connues sur Terre.